# 皖南行政公署
皖南行政公署簡稱皖南行署，是安徽省政府在抗日战争时期、省内部分地区沦陷后，设置的地方派出機關。

## 历史
民國26年（1937年）7月，抗日战争全面爆發。12月，临近安徽省的首都南京沦陷。1938年1月，安徽省政府遷至六安縣；6月27日後遷立煌縣。6月，安徽省沿長江重城蕪湖、安慶相繼失守。由於安徽省政府對皖南各縣指揮不便，因此開始有設立皖南行署之議。民國27年（1938年）4月16日，皖南行政公署在休寧縣屯溪鎮（今黃山市屯溪區）正式成立。辖长江以南第六、七、八督察区，计22县。皖南行政公署秉承安徽省政府主席的命令，在所轄區域內執行一切政令，以安徽省政府主席名義行文，由行政公署主任副署。
行皖南政公署設主任1人，在安徽省政府委員當中提請1人，由國民政府簡派之，綜理全署事務，監督所屬職員及機關。皖南行政公署成立時，任命戴戟為行署主任，由於與李品仙等新桂系人物之間發生矛盾，後來被免職。民國29年（1940年）1月，黃紹耿接任行署主任，黃屬桂系，對於皖南錯綜複雜的局面難於應付，被免職。民國31年（1942年）1月，正式任命張宗良為皖南行署主任兼安徽省保安司令皖南行营主任。民國34年（1945年）抗戰結束後，安徽省政府遷至合肥縣，皖南行政公署已無存在的必要，因此皖南行政公署於1945年11月15日正式結束。
民國37年（1948年）12月4日，安徽省政府南遷懷寧縣安慶城。安徽省政府鑒於長江以北不少地區已入中國人民解放軍之手，因應國共內戰情勢，決定重設皖南行政公署；因此在宣城正式成立皖南行政公署，主任為張義純，旋遷屯溪鎮。民國38年（1949年）2月，張義純任安徽省政府主席。3月2日，皖南行政公署併入遷駐屯溪鎮的安徽省政府。
当代学者认为皖南行署“既影响了当地社会环境的变动，促使国民政府与当地政府及民间力量建立了良性互动机制，又保证了皖南地方社会的稳定，为抗战的最终胜利作出了贡献”。

## 管轄機構
皖南行政公署成立之初，下設秘書、民政、財政、教育、建設、保安5科，後增軍訓科。民國29年（1940年）4月後，機構擴大，設秘書處（下設秘書室和總務、人事、文書3科），政務處（下設民政、財政、建設、教育4科），警保處（下設員警、保安2科）和省保安司令部皖南行營（下設軍法室）。此外，還設立了物管處、合作室等機構。

## 轄區
皖南行政公署在其成立之初，安徽省第七行政督察專員公署（包括休寧、歙縣、祁門、黟縣、績溪、旌德）不在其轄制之內。民國28年（1939年），第七區裁撤，所轄各縣暫歸皖南行署指揮，以後就一直沿襲下來。皖南行署下轄歙縣、休寧、祁門、至德、寧國、廣德、郎谿、宣城、蕪湖、當塗、繁昌、南陵、涇縣、銅陵等22縣。此外，皖南各行政督察專員公署、保安司令部、地方團隊及省政府各廳處在皖南的其他直屬機構，一概歸屬行政公署指揮。

## 歷任皖南行政公署主任
- 戴戟（1938年～1939年）
- 黃紹耿（1940年）
- 張宗良（1942年～1945年）
- 張義純（1948年～1949年）